# ネバリノギク
ネバリノギク（学名：Aster novae-angliae）は、キク科に分類される多年草の一種。北アメリカ東部原産で、日本には外来種として定着している。英名はニューイングランド・アスター（英：New England Aster）。

## 分布
英名が示す通り北アメリカ東部原産。
日本では北海道から九州までの各地にところどころ定着している。

## 特徴
7-10月に頭状花を咲かせる。花の色は紅紫、青紫、白、桃色など変化に富む。高さは0.3-1.5mほどまで生長する。同属のユウゼンギクと異なり、総苞片が著しく反り返り、腺毛が粘る。
里山や荒地などの環境に生育する。

## 外来種問題
日本には大正時代に観賞用に導入され、現在では日本各地に散発的に定着している。在来種と競争して悪影響を与える恐れがあるため、栽培の際は野外へ逸脱しないように注意する必要がある。
外来生物法により要注意外来生物に指定されている。また、日本生態学会の選定した日本の侵略的外来種ワースト100にも本種が選ばれている。
日本には本種以外にもユウゼンギク、キダチコンギク、ホウキギク、ヒロハホウキギク、オオホウキギク、チョウセンヨメナといった同属の近縁種が外来種として定着している。